# Noah Glass
Noah Glass (1 de enero de 1981) es un programador de Estados Unidos.

## Carrera
Después de dejar Industrial Light and Magic, Glass trabajó en varios proyectos con Marc Canter, fundador de Macromind que más tarde se convertiría en Macromedia, creadora de Shockwave y más tarde el software de animación y multimedia Flash.
Más tarde, Glass desarrolló una aplicación que permitía a un usuario publicar entradas de audio desde un teléfono móvil. Su pequeña start-up, conocida como AudBlog, finalmente se asoció con Evan Williams, de Blogger.com. Ambos crearon entonces Odeo, una empresa de podcasting.
En 2006, mientras seguía en Odeo, Glass ayudó a crear y desarrollar la idea qué finalmente se convertiría en Twitter. De hecho es reconocido como la persona que acuñó el nombre Twitter, que empezó llamándose "Twttr"